# Road Rock Vol. 1
Road Rock Vol. 1: Friends & Relatives es un álbum en directo del músico canadiense Neil Young, publicado por la compañía discográfica Reprise Records en diciembre de 2000. 
El álbum incluye extractos de canciones interpretadas en directo durante la gira norteamericana de 2000, en la cual Young tocó con una banda integrada por Ben Keith, Chrissie Hynde, Donald "Duck" Dunn, Jim Keltner, su mujer Pegi y su hermana Astrid. El álbum incluye la canción inédita «Fool For Your Love», así como una versión del tema de Bob Dylan «All Along the Watchtower».
El álbum fue acompañado del DVD/VHS Red Rocks Live, Neil Young Friends & Relatives, con una lista de canciones ampliada.

## Lista de canciones
Todas las canciones escritas y compuestas por Neil Young excepto donde se anota. 
| N.º | Título                     | Escritor(es) | Duración |  |
| 1.  | «Cowgirl in the Sand»      |              | 18:00    |  |
| 2.  | «Walk On»                  |              | 4:30     |  |
| 3.  | «Fool For Your Love»       |              | 3:06     |  |
| 4.  | «Peace of Mind»            |              | 5:00     |  |
| 5.  | «Words»                    |              | 11:00    |  |
| 6.  | «Motorcycle Mama»          |              | 5:30     |  |
| 7.  | «Tonight's the Night»      |              | 10:00    |  |
| 8.  | «All Along the Watchtower» | Bob Dylan    | 7:%0     |  |

## Personal
- Neil Young: guitarra, piano y voz.
- Ben Keith: guitarra, pedal steel y coros.
- Spooner Oldham: piano, piano eléctrico Wurlitzer y órgano.
- Donald "Duck" Dunn: bajo
- Jim Keltner: batería
- Astrid Young: coros
- Pegi Young: coros
- Chrissie Hynde: guitarra y coros en «All Along the Watchtower».

## Posición en listas
| País           | Lista                 | Posición |
| -------------- | --------------------- | -------- |
| Estados Unidos | Billboard 200         | 169      |
| Noruega        | VG-lista Albums Chart | 37       |